# Lliga de Campions de la UEFA 1993-94
La Lliga de Campions de la UEFA 1993–94 fou la 39a edició de la Copa d'Europa, la màxima competició per a clubs de futbol del continent i la segona sota el nom de Lliga de Campions.
La competició fou guanyada per l'AC Milan per cinquè cop, derrotant el FC Barcelona per 4–0 a la final. La competició sofrí canvis en el format, amb una fase preliminar més extensa i amb dues semifinals a partit únic, amb els dos primers classificats de cada grup, a casa del primer.

## Ronda preliminar
| Equip 1         | Global | Equip 2             | Anada | Tornada |
| --------------- | ------ | ------------------- | ----- | ------- |
| HJK Helsinki    | 2–1    | FC Norma            | 1–1   | 1–0     |
| FK Ekranas      | 0–2    | Floriana            | 0–1   | 0–1     |
| B68             | 0–11   | Croatia Zagreb      | 0–5   | 0–6     |
| Skonto FC       | (p)1–1 | Olimpija Ljubljana  | 0–1   | 1–0     |
| Cwmbran Town    | 4–4(c) | Cork City           | 3–2   | 1–2     |
| Dinamo Tbilisi  | (a)3–2 | Linfield FC         | 2–1   | 1–1     |
| Avenir Beggen   | 0–3    | Rosenborg BK        | 0–2   | 0–1     |
| KF Partizani    | 0–3    | ÍA                  | 0–0   | 0–3     |
| AC Omonia       | 2–3    | FC Aarau            | 2–1   | 0–2     |
| Zimbru Chişinău | 1–3    | Beitar Jerusalem FC | 1–1   | 0–2     |

## Primera ronda
| Equip 1           | Global | Equip 2              | Anada | Tornada |
| ----------------- | ------ | -------------------- | ----- | ------- |
| FC Porto          | 2–0    | Floriana             | 2–0   | 0–0     |
| ÍA                | 1–3    | Feyenoord            | 1–0   | 0–3     |
| AS Monaco         | 2–1    | AEK Atenes           | 1–0   | 1–1     |
| Steaua Bucureşti  | (c)4–4 | Croatia Zagreb       | 1–2   | 3–2     |
| Rangers FC        | 4–4(c) | Levski Sofia         | 3–2   | 1–2     |
| Werder Bremen     | 6–3    | Dinamo Minsk         | 5–2   | 1–1     |
| Linfield FC       | 3–4    | Copenhagen           | 3–0   | 0–4(pr) |
| FC Aarau          | 0–1    | AC Milan             | 0–1   | 0–0     |
| AIK               | 1–2    | Sparta Praga         | 1–0   | 0–2     |
| HJK Helsinki      | 0–6    | RSC Anderlecht       | 0–3   | 0–3     |
| Kispest Honvéd    | 3–5    | Manchester United FC | 2–3   | 1–2     |
| Galatasaray SK    | 3–1    | Cork City            | 2–1   | 1–0     |
| Lech Poznań       | 7–2    | Beitar Jerusalem FC  | 3–0   | 4–2     |
| Skonto FC         | 0–9    | Spartak Moscou       | 0–5   | 0–4     |
| FC Dinamo de Kíev | 4–5    | FC Barcelona         | 3–1   | 1–4     |
| Rosenborg BK      | 4–5    | Austria Viena        | 3–1   | 1–4     |

## Segona Ronda
| Equip 1              | Global | Equip 2          | Anada | Tornada |
| -------------------- | ------ | ---------------- | ----- | ------- |
| FC Porto             | 1–0    | Feyenoord        | 1–0   | 0–0     |
| AS Monaco            | 4–2    | Steaua Bucureşti | 4–1   | 0–1     |
| Levski Sofia         | 2–3    | Werder Bremen    | 2–2   | 0–1     |
| Copenhagen           | 0–7    | AC Milan         | 0–6   | 0–1     |
| Sparta Praga         | 2–5    | RSC Anderlecht   | 0–1   | 2–4     |
| Manchester United FC | 3–3(c) | Galatasaray SK   | 3–3   | 0–0     |
| Lech Poznań          | 2–7    | Spartak Moscou   | 1–5   | 1–2     |
| FC Barcelona         | 5–1    | Austria Viena    | 3–0   | 2–1     |

## Fase de grups

### Grup A
| Equip          | PJ | PG | PE | PP | GF | GC | DG  | Pts |
| -------------- | -- | -- | -- | -- | -- | -- | --- | --- |
| FC Barcelona   | 6  | 4  | 2  | 0  | 13 | 3  | +10 | 10  |
| AS Monaco      | 6  | 3  | 1  | 2  | 9  | 4  | +5  | 7   |
| Spartak Moscou | 6  | 1  | 3  | 2  | 6  | 12 | −6  | 5   |
| Galatasaray SK | 6  | 0  | 2  | 4  | 1  | 10 | −9  | 2   |

| Primer partit  |     |                |
| AS Monaco      | 4–1 | Spartak Moscou |
| Galatasaray    | 0–0 | Barcelona      |
| Segon partit   |     |                |
| Barcelona      | 2–0 | AS Monaco      |
| Spartak Moscou | 0–0 | Galatasaray    |
| Tercer partit  |     |                |
| AS Monaco      | 3–0 | Galatasaray    |
| Spartak Moscou | 2–2 | Barcelona      |
| Quart partit   |     |                |
| Galatasaray    | 0–2 | AS Monaco      |
| Barcelona      | 5–1 | Spartak Moscou |
| Cinquè partit  |     |                |
| Barcelona      | 3–0 | Galatasaray    |
| Spartak Moscou | 0–0 | AS Monaco      |
| Sisè partit    |     |                |
| AS Monaco      | 0–1 | Barcelona      |
| Galatasaray    | 1–2 | Spartak Moscou |

### Grup B
| Equip          | PJ | PG | PE | PP | GF | GC | DG | Pts |
| -------------- | -- | -- | -- | -- | -- | -- | -- | --- |
| AC Milan       | 6  | 2  | 4  | 0  | 6  | 2  | +4 | 8   |
| FC Porto       | 6  | 3  | 1  | 2  | 10 | 6  | +4 | 7   |
| Werder Bremen  | 6  | 2  | 1  | 3  | 11 | 15 | −4 | 5   |
| RSC Anderlecht | 6  | 1  | 2  | 3  | 5  | 9  | −4 | 4   |

| Primer partit |     |               |
| Anderlecht    | 0–0 | Milan         |
| Porto         | 3–2 | Werder Bremen |
| Segon partit  |     |               |
| Milan         | 3–0 | Porto         |
| Werder Bremen | 5–3 | Anderlecht    |
| Tercer partit |     |               |
| Anderlecht    | 1–0 | Porto         |
| Milan         | 2–1 | Werder Bremen |
| Quart partit  |     |               |
| Porto         | 2–0 | Anderlecht    |
| Werder Bremen | 1–1 | Milan         |
| Cinquè partit |     |               |
| Milan         | 0–0 | Anderlecht    |
| Werder Bremen | 0–5 | Porto         |
| Sisè partit   |     |               |
| Anderlecht    | 1–2 | Werder Bremen |
| Porto         | 0–0 | Milan         |

## Semifinals
| AC Milan                                   | 3 – 0 | AS Monaco |
| ------------------------------------------ | ----- | --------- |
| Desailly 14' · Albertini 48' · Massaro 70' |       |           |

| FC Barcelona                               | 3 – 0 | FC Porto |
| ------------------------------------------ | ----- | -------- |
| Stoítxkov 10' · Stoítxkov 35' · Koeman 72' |       |          |

## Final
| AC Milan                                       | 4 – 0 | FC Barcelona |
| ---------------------------------------------- | ----- | ------------ |
| Massaro 22' 45' · Savićević 47' · Desailly 59' |       |              |

| Guanyador de la Lliga de Campions 1993-94 |
| ----------------------------------------- |
| AC Milan Cinquè títol                     |